# Chetogena fasciata
Chetogena fasciata är en tvåvingeart som först beskrevs av Egger 1856.  Chetogena fasciata ingår i släktet Chetogena och familjen parasitflugor. Arten har ej påträffats i Sverige. Inga underarter finns listade i Catalogue of Life.